# Lampranthus swartkopensis
Lampranthus swartkopensis är en isörtsväxtart som beskrevs av Strohschneider. Lampranthus swartkopensis ingår i släktet Lampranthus och familjen isörtsväxter. Inga underarter finns listade i Catalogue of Life.